# Poplave v Sloveniji (2023)
Poplave v severni in osrednji Sloveniji so se zgodile 4. avgusta 2023 po dolgotrajnejšem močnem nalivu, ki se je začel 3. avgusta. To je bila najhujša naravna nesreča v zgodovini Slovenije. Po poročanju Agencije Republike Slovenije za okolje (ARSO) je bilo najhuje v predgorjih Julijskih Alp od Idrije preko Ljubljanske kotline do Koroške, kjer je padlo med 150 do 200 litrov na kvadratni meter. ARSO je zaradi daljših nalivov izdal rdeče opozorilo za severovzhodno, severozahodno in osrednjo Slovenijo, ki je veljalo do 4. avgusta do polnoči. Prizadeti sta dve tretjini slovenskega ozemlja, pri čemer je največ škode je na cestni, energetski in bivalni infrastrukturi. Končna ocenjena škoda poplav znaša 2,98 miljarde evrov.
Poplavljenih je več naselij in prometnih povezav na Severnem Primorskem, Gorenjskem in Koroškem; zaradi količine dežja prestopajo vodotoki na Idrijskem, Cerkljanskem ter Škofjeloškem. Zaradi dogodka je bil aktiviran Državni načrt zaščite in reševanja pred poplavami. Močnejše deževje je Slovenijo prečkalo že v drugi polovici julija, poplave in večja razlivanja rek pa so povzročili nalivi, ki so Slovenijo prečkali v noči s četrtka, 3. avgusta, na petek 4. avgusta. Prva razlivanja rek na Gorenjskem in v Posočju so se pričela 3. avgusta okrog 20. ure, ARSO pa je opozoril tudi pred razlivanjem morja. Poplave so bile sicer podobne tistim v letih 1990, 1998 in 2004.

## Ozadje

### Infrastruktura
V primerjavi s katerokoli državo v soseščini namenja država Slovenija najmanjši odstotek proračuna za upravljanje z vodno infrastrukturo in vodotoki že od osamosvojitve dalje. Po gospodarski krizi, okoli leta 2012, pa so se je že tako nizek odstotek spustil na tako rekoč ničelno raven, saj je država zanje namenila le 1,6 milijona evrov, kar ni dovolj niti za vzdrževanje nasipov ob Muri v skupni dolžini sto kilometrov.

### Vremenske razmere
Vse od maja 2023 so satelitski posnetki beležili rekordno visoke temperature površine severnega Atlantskega oceana. To je zaradi povečanega izhlapevanja pospeševalo nastanek front, ki so potovale proti vzhodu in povzročale nadpovprečno količino padavin v Srednji Evropi že pred običajnim jesenskim deževnim obdobjem. Meteorologi ARSO so v četrtek, 3. avgusta, izdali napoved dolgotrajnejših nalivov v naslednjih dneh, med katerimi naj bi padla celomesečna količina padavin. Ker je bila že v predhodnem obdobju količina padavin velika, je bil vodostaj rek že povišan in s tem tveganje za nastanek poplav povečano. ARSO je tako izdal oranžni alarm za večji del države.

## Kronološki potek

### Petek 4. avgusta
Po podatkih Uprave za zaščito in reševanje je v 12 urah posredovalo 168 gasilskih enot v 1039 intervencijah. Pri tem so prečrpavali vodo iz zalitih objektov, prekrivali sprožene plazove ter odstranjevali naplavnine in odnešena vozila. V Kamniku, Komendi, mestni občini Maribor, Ptuj, Kranj, Celje ter Ljubljana in občinah Duplek, Starše in Slovenj Gradec so se oglasile sirene za nevarnost pred zemeljskimi plazovi in poplavami. V več občinah je bil razglašen večji obseg intervencij, na območju občin Kamnik in Komenda pa splošna nevarnost.
Poplavili sta Gradaščica in Poljanska in Selška Sora, do poplavnega vala je prišlo tudi na Savinji, Pšati in Kamniški Bistrici. Na območju Bistričice naj bi hudournik odnesel starejšo osebo, vendar točen vzrok smrti še ni znan. Civilna zaščita naj bi sicer prejela več poročil o smrtnih žrtvah.
Žiri so zaradi poplavljene ceste ter več plazov na okoliških cestah proti Idriji ter Škofji Loki ostale odrezane od sveta. V Žireh sta poplavljala tako Sora kot Račeva, zalitih je bilo več kot 100 objektov. Dva stanovanjska objekta sta bila evakuirana v Baški grapi. Evakuacija je potekala v Sorškem gaju v dolini Lipnice, tamkajšnje prebivalce so premestili v Športno dvorano Medvode; prav tako pa izvedli evakuacije na poplavljenih območjih Od sveta sta bili odrezani tudi občini Mozirje ter Solčava in del občine Črna na Koroškem. V dolino Kanomlje so bile prekinjene vse prometne povezave, zaprte ceste pa so oteževale tudi intervencije na širšem idrijskem območju.
Na Tolminskem, Cerkljanskem in Idrijskem so vodotoki zalili več hiš, stanovanjski in drugi objekti so bili poplavljeni tudi na območju občin Vodice, Škofja Loka. Popolnoma poplavljeni sta bila tudi Moste pri Komendi in Rečica ob Savinji. Poplavilo je tudi Luče, Mežico in Dravograd, Laško, Mozirje, Nazarje, Škofjo Loko, Šoštanj, Pohrastnik, Florjan, Topolšica, Celje, Begunje in Poljče. Najhuje je bilo v Poljanski in Selški dolini. Po besedah Klemna Šmida, poveljnika gorenjske civilne zaščite, je bila »celotna Gorenjska pod vodo«. V Ljubljani sta poplavljali Sava in Gradaščica v njenem zgornjem toku. V Polhograjskih dolomitih so naselja ogrožali predvsem zemeljski plazovi. V Ljubnem ob Savinji je narasla reka odnesla tri hiše, ljudi so evakuirali v tamkajšnjo osnovno šolo. V centru Celja je bila odrejena evakuacija.
Zaradi poplav sta bili v petek zaprti gorenjska avtocesta ter štajerska avtocesta na dveh odsekih, na ostalih odsekih na prizadetih območjih pa je bil promet dovoljen tudi za vozila brez vinjete. Prav tako so bile zaprte železniške povezave Kranj–Jesenice, Ruše–Pilberk, bohinjski železniški predor ter velenjska proga. Zaradi poplavljenih cest in železnic je bil javni potniški promet otežen. Zaprtih je bilo tudi več regionalnih in lokalnih cest, predvsem zaradi podrtja vozišča, zemeljskih plazov, nanosov peska in blata ali visoke vode na cestišču. Na Otiškem Vrhu je odneslo most. Večina cest v Zgornji Savinjski dolini je bila zaprtih.
Ministrstvo za obrambo Republike Slovenije je aktiviralo načrt Vihra, ki je v intervencijo vključil pomoč Slovenske vojske. Na več poplavljenih območjih so delovali helikopterji. Sestal se je tudi štab republiške civilne zaščite. Slovenska vojska se je na terenu odpravila z oklepnimi vozili. Evropska unija je izrazila pripravljenost na možno aktivacijo mehanizma za civilno pomoč.
Na poplavljenih območjih je bilo okrog 16.000 ljudi brez elektrike. Zaradi kalitve vodnih sistemov je bilo odrejeno prekuhavanje vode. Ob poplavah v Begunjah na Gorenjskem je prišlo do motenega delovanja zdravstvenega sistema, uprava bolnišnice je zato iskala možnosti za premestitev bolnikov.
Avstrijske oblasti so v tem času pričele z nižanjem gladine akumulacijskih jezer na Dravi, a so proti večeru pretok zmanjšali.

### Sobota 5. avgusta
Nekatere reke v zgornjem toku so začele upadati in se vračati v svoje struge. Prebivalci, Civilna zaščita, gasilci in vojska so se lotili odpravljanja posledic. Še vedno je bila zaprta cela vrsta državnih in občinskih cest, zato je bila nedostopnih vrsta naselij, še vedno ni bila povsod vzpostavljena dobava elektrike in komunikacijskih povezav. So se pa zaradi razmočenosti zemljine začeli množično prožiti zemeljski plazovi, ki so ogrožali hiše in zasipavaku ceste.
Na območju Dolnje Bistrice je reka Mura v soboto popoldne prebila vodni nasip in začela poplavljati. Zvečer so morali evakuirali nekaj sto ljudi.
Vojska se je s helikopterjem prebila do Črne na Koroškem, pripeljala ustekleničeno vodo, hrano, gorivo.

### Nedelja 6. avgust
Vreme se je umirilo.
Še vedno je bila dostopnost do prizadetih območij najtežja na Koroškem in delih Zgornje Savinjske doline. Delavci Elektro Celja so s helikopterjem preleteli Zgornjo Savinjsko dolino in ugotovili, da je električna infrastruktura popolnoma uničena.
Še vedno pa je naraščača Mura. ARSO je sporočil o rekordnem pretoku 1445 kubičnih metrov. S pomočjo helikopterja so zato utrjevali visokovodni nasip ob Muri.
Tudi spodnji tokovi Save, Drave in Mure se še niso umirili. Sava je v spodnjem toku, predvsem ob sotočju s Krko, še poplavljala, a že pričela upadati. Pretok Drave v spodnjem toku se je še nekoliko povečeval, poplavljale so še Dravinja, Pesnica, Savinja in pritoki Krke.

### Oktober in november 2023
Močno deževje je povzročilo razlivanje rek in poplave tudi dva meseca in pol po katastrofalni ujmi, v petek, 27. oktobra in nato v petek, 3. novembra 2023.

## Odzivi
Po besedah evropskega komisarja za krizno upravljanje Janeza Lenarčiča, ki je prisostvoval izredni seji vlade, sklicani za 5. avgust, lahko Slovenija računa na evropsko pomoč in podporo. Slovenija je najprej zaprosila za satelitsko izdelavo zemljevidov, s katerimi bo lažje ocenila obseg škode in usmerila sredstva za soočenje s posledicami.
Prek mehanizma Evropske unije na področju civilne zaščite za pomoč (ERCC) v mehanizaciji za odstranjevanje naplavin in zagotavljanja prevoznosti cest je Slovenija že v nedeljo 6. avgusta zaprosila za 10 delovnih strojev (bager, goseničar) do 7,5 ton z inženirsko ekipo, 10 delovnih strojev (bager, goseničar) do 17,5 ton z inženirsko ekipo, 10 delovnih strojev (bager, goseničar) nad 17,5 ton z inženirsko ekipo, 10 delovnih strojev (bager in buldožer) z inženirsko ekipo, 30 specialnih vozil za urejanje vodotokov z inženirsko ekipo in 20 montažnih mostov do 40 metrov.
Prek mehanizma Nata za odzivanje na naravne in druge nesreče (EADRCC) pa je Slovenija zaprosila za pomoč v obliki petih težkih vojaških helikopterjev z nosilnostjo vsaj pet ton za prevoze, 200 vojakov za izvajanje nalog zaščite, reševanja in pomoči ter 20 montažnih mostov do 40 metrov.
Problematiko posledic neurja je najprej obravnaval Svet za nacionalno varnost. Zatem se je sestala vlada in sprejela spremembe Zakona o odpravi posledic naravnih nesreč ter jih poslala po nujnem postopku v Državni zbor. Ta se je sestal v sredo 9. avgusta na izredni seji. Ključen namen teh naj bi bila hitra pomoč prizadetim. Odločili so tudi, da so izjemoma lahko v nedeljo odprte živilske trgovine in trgovine s tehničnim blagom, kar so nekateri trgovci upoštevali.
Predsednica Evropske komisije Ursula von der Leyen, ki je 9. avgusta obiskala Slovenijo in si v spremstvu Roberta Goloba ogledala stanje na terenu, je napovedala, da bo Sloveniji leta 2023 za odpravljanje posledic poplav iz solidarnostnega sklada EU na voljo 100 milijonov evrov, prihodnje leto pa 300 milijonov evrov. Slovenija mora čim prej tudi speljati postopke za pridobitev sredstev iz drugih za take primere namenjenih skladov EU.
10. avgusta je na izredni seji državni zbor soglasno sprejel spremembe in dopolnitve zakona o odpravi posledic naravnih nesreč. Državni svet je napovedal, da se bo odrekel vetu na omenjeni zakon. Predsednik vlade je napovedal tudi vzpostavitev posebnega sklada za obnovo po poplavah. Vanj bodo vključili evropska in proračunska sredstva, prvi obrok iz nacionalnega proračuna bo 300 milijonov evrov. Za naslovitev sanacije škode po poplavah je napovedal povečanje proračunske rezerve za okoli 220 milijonov evrov. Vlada je 14. avgust, ponedeljek pred praznikom Marijinega vnebovzetja, razglasila za »dan solidarnosti« – dela prost dan za večino delovno aktivnega prebivalstva razen zaposlenih v kritični infrastrukturi, javnem zdravstvu, centrih za socialno delo in v veterini.
V tednih po nesreči se odpravljanje posledic ujme nadaljuje, prišla je tudi zaprošena pomoč v mehanizaciji, helikopterjih in posadkah ter montažni mostovi iz tujine. Humanitarne organizacije nadaljujejo z zbiranjem in razdeljevanjem pomoči.
Vlada je na 64. redni seji dne 17. 8. 2023 obravnavala predloge rešitev za pripravo interventne zakonodaje po nedavnih uničujočih poplavah in bo pripravila dva zakona. V zakona bodo predvidoma vključene naslednje rešitve: začasna namestitev posameznikov in družin, tehnične pisarne, pohitritev postopkov za nujno rekonstrukcijo, občinski podrobni prostorski načrt za odpravo posledic naravne nesreče, Izredne denarne pomoči, 100-odstotno sofinanciranje plače, solidarnostna pomoč za samozaposlene v podjetjih, kulturi in pri kmetih, Moratorij na posojila za pravne in fizične osebe.
Vzpostavljeni so bili mobilni timi strokovnjakov za izvajanje psihosocialne pomoči prebivalcem na terenu.
Predstavniki Skupnosti občin Slovenije so na sestanku z MNVP dne 18. avgusta 2023 pozvali ministrstvo, da pripravi izhodišča za nujno sanacijo vodotokov z navodili, kaj naj občine delajo, da ne bodo s svojimi ukrepi ustvarile nove težave. Vodarska stroka je namreč opozorila, da veljavni predpis, to je Uredba o pogojih in omejitvah za izvajanje dejavnosti in posegov v prostor na območjih, ogroženih zaradi poplav, ki so jo spisali na takratnem ministrstvu za okolje in prostor, ki ga je vodil Janez Podobnik (SLS). Uredbo je prva vlada Janeza Janše (SDS) sprejela v začetku septembra 2008 in velja še danes (Uradni list RS, št. 89/08 in 49/20). Ta uredba je omogočila, da so se gradile stanovanjske hiše, gospodarski in drugi objekti na poplavnih območjih, na katerih se nikoli ne bi smelo graditi. Obstajajo primeri lastnikov, ki svojih hiš zaradi tega niso mogli zavarovati za škodo ob poplavah, pri pridobitvi gradbenega dovoljenja pa niso imeli nobenih težav.
Oktobra 2023 je naselje Struge obiskala državni sekretar Boštjan Šefic. Vodja obnove po poplavah je prebivalcem ob obisku svetoval selitev na začasne lokacije, saj bi se v prihodnje lahko sprožili hudi plazovi. Savinjsko regijo je kolektivno obiskala tudi ekipa ministrov skupaj s predsednikom vlade, ki se je seznanila z možnostmi reševanja in aktualno sliko v regiji.